# 达多·科莱蒂
达多·科莱蒂 （義大利語：Dado Coletti)，本名里卡多·布罗科莱蒂（義大利語：Riccardo Broccoletti，1974年8月27日—）是義大利电影演员、配音演员以及广播电视主持人。

## 外部連結
- 达多·科莱蒂在互联网电影资料库（IMDb）上的資料（英文）